# 奥尔蒂贾岛

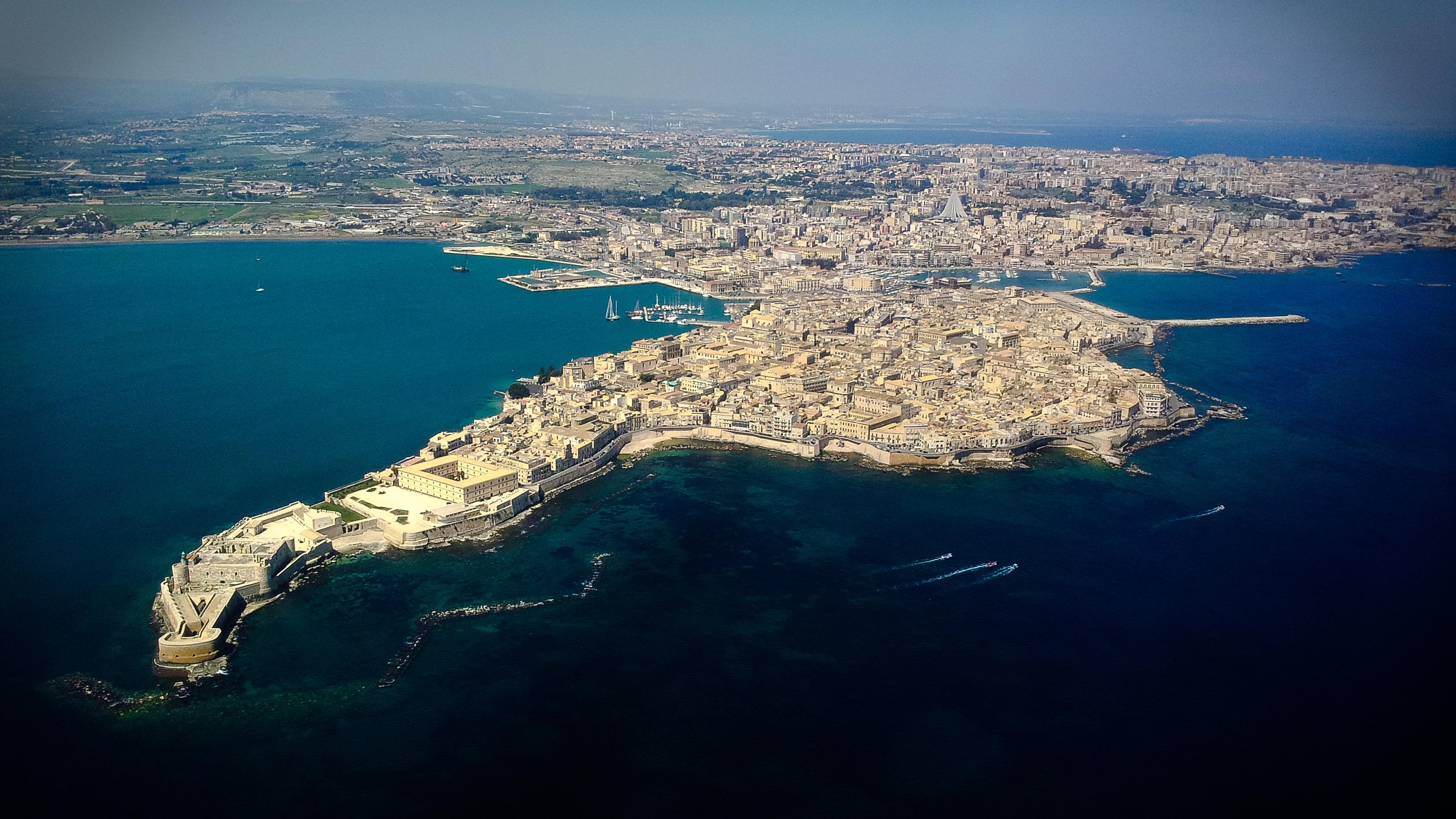
全景

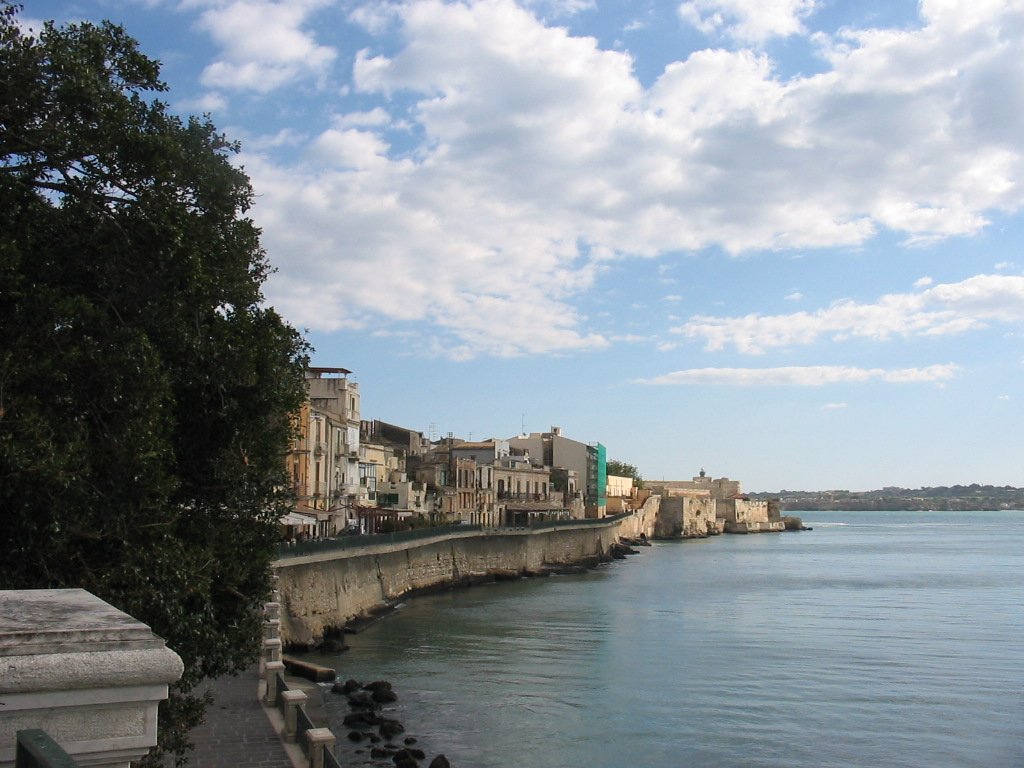

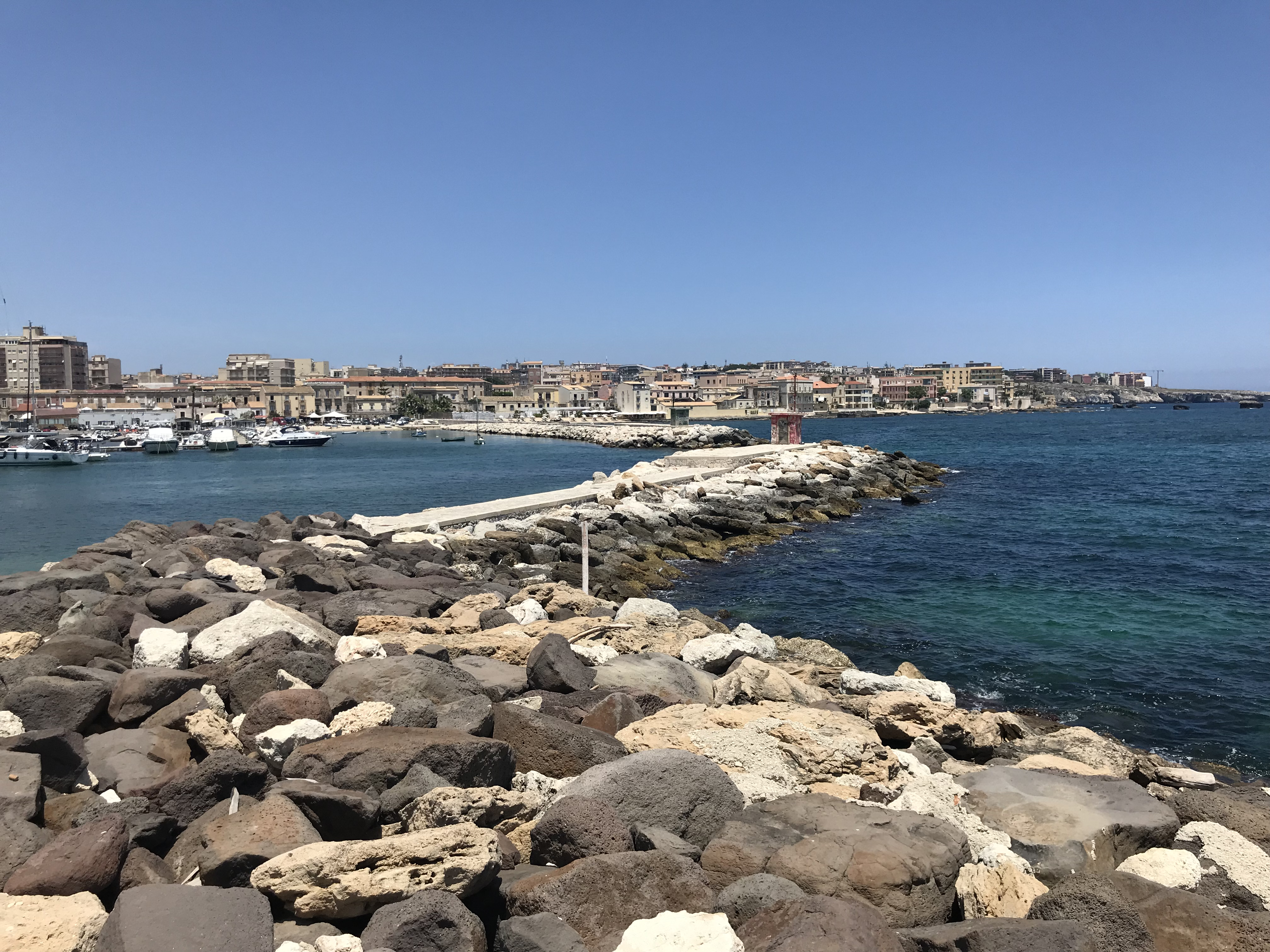
A Harbor at Ortygia

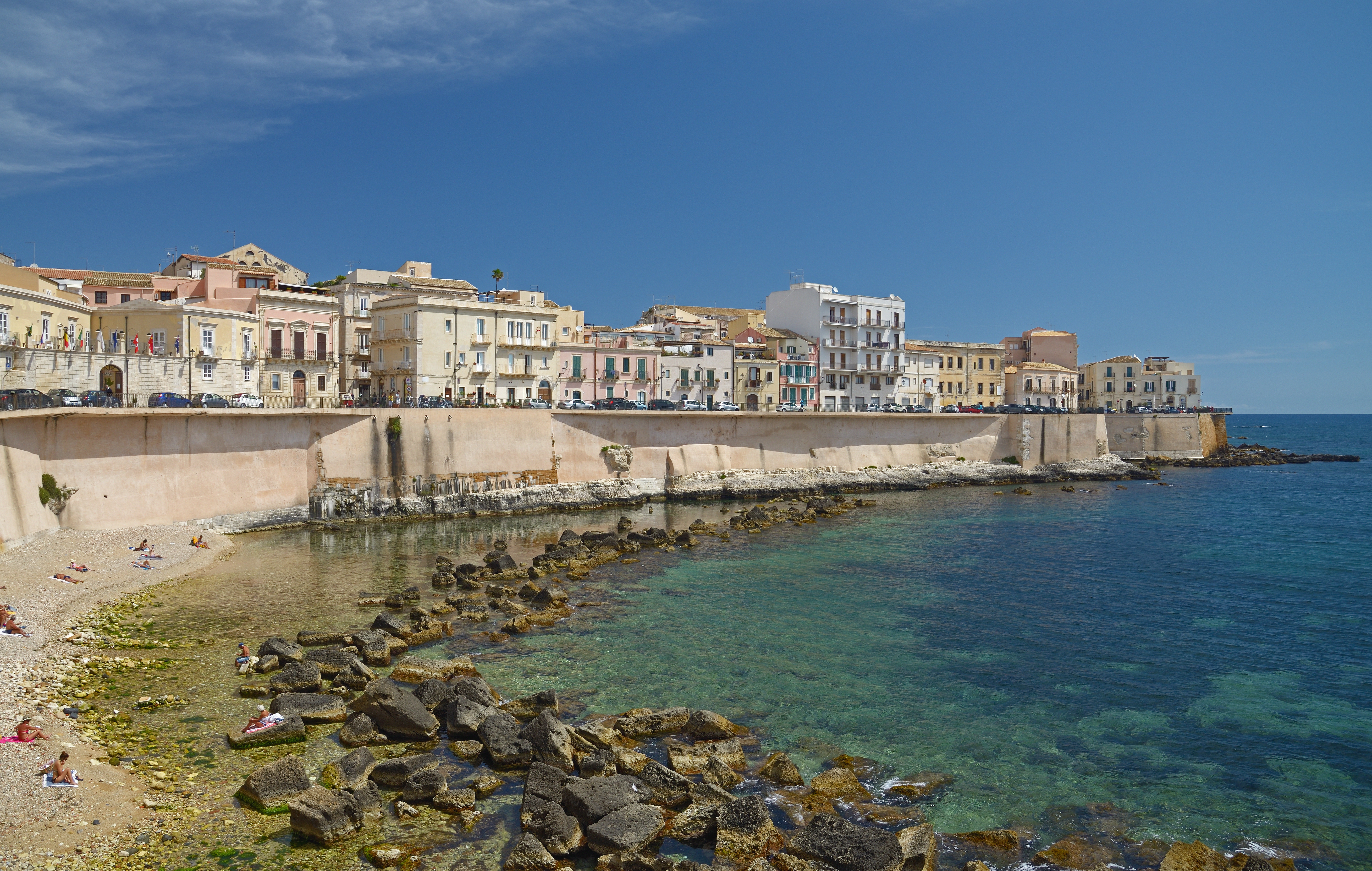

奥尔蒂贾岛（義大利語：Ortigia，義大利語發音：[or.ti.dʒa]）是西西里岛东南部城市锡拉库萨的一个岛屿，又称为老城（Città Vecchia），包括许多历史建筑，尤其是精美的巴洛克建筑。 
奥尔蒂贾岛位于锡拉库萨的东端，由一条狭窄的水道与城市分开。
荷马史诗说到提洛的阿波罗时，说女神勒托停留在奥尔蒂贾岛，先生下了阿耳忒弥斯，然后阿耳忒弥斯帮助勒托穿过海洋，到提洛岛，勒托在那里生下了阿波罗。其他古代文献则记载他们出生在同一个地点—既不是提洛岛，也不是奥尔蒂贾岛— 奥尔蒂贾岛就是提洛岛的古代名称。此外，有其他五六个地方都称为奥尔蒂贾岛，因此并不能确定。

## 地标

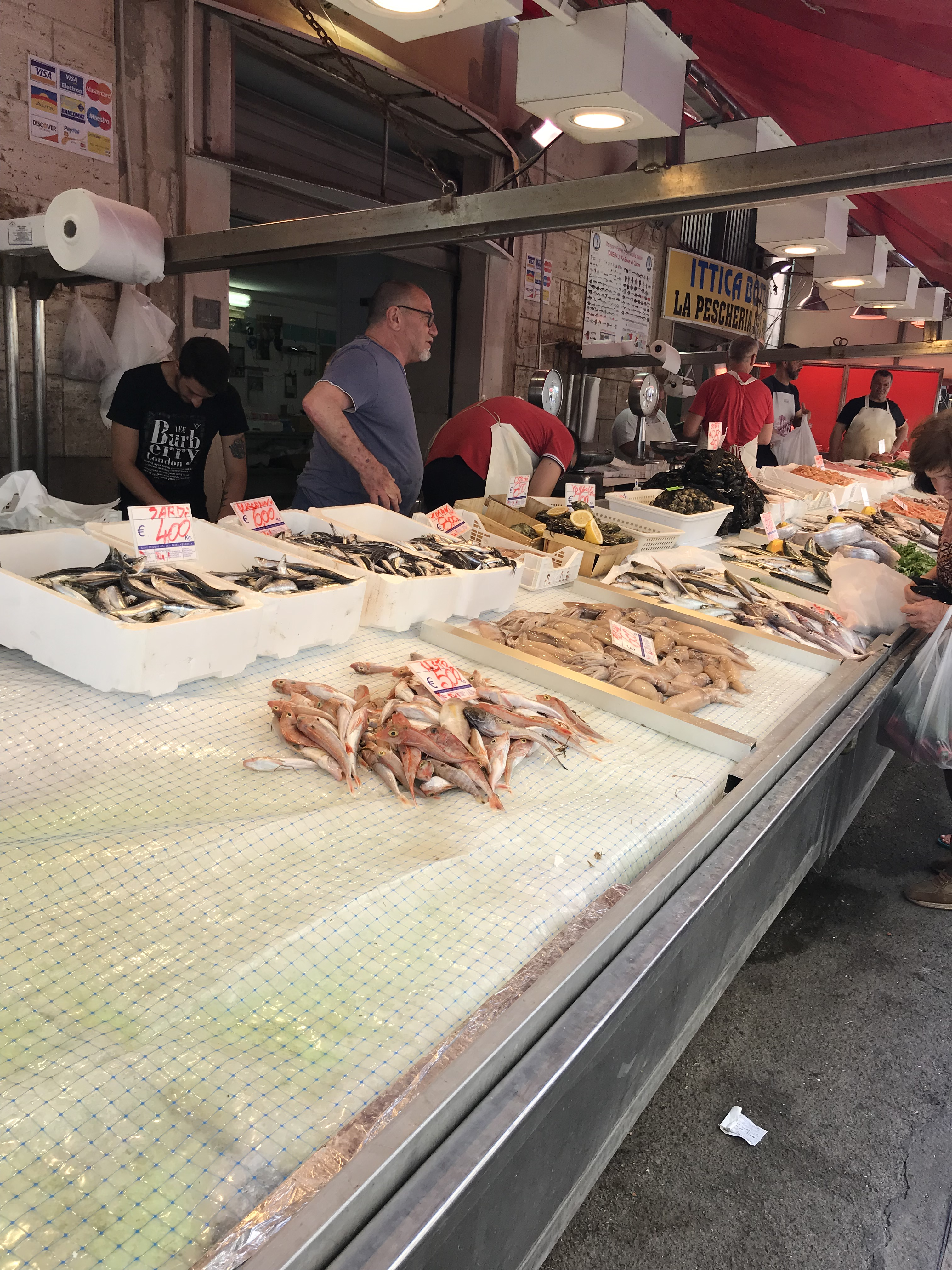
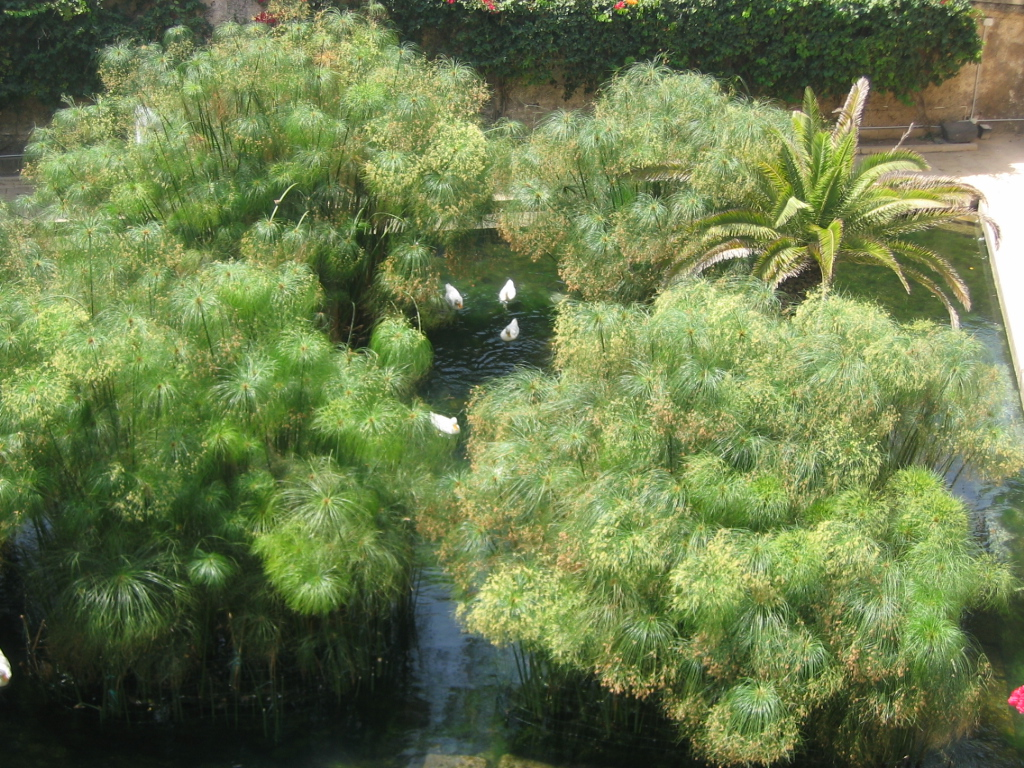
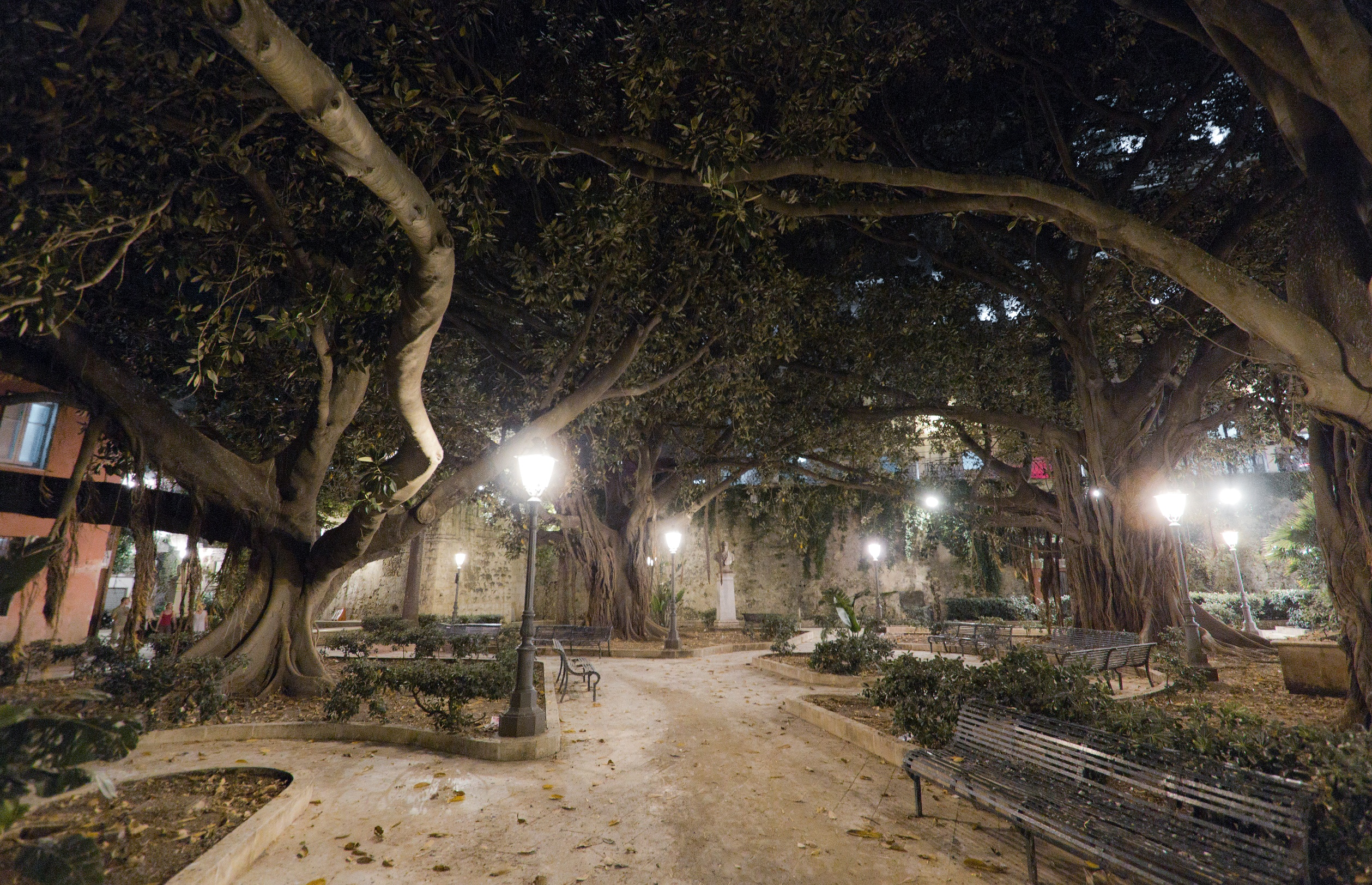
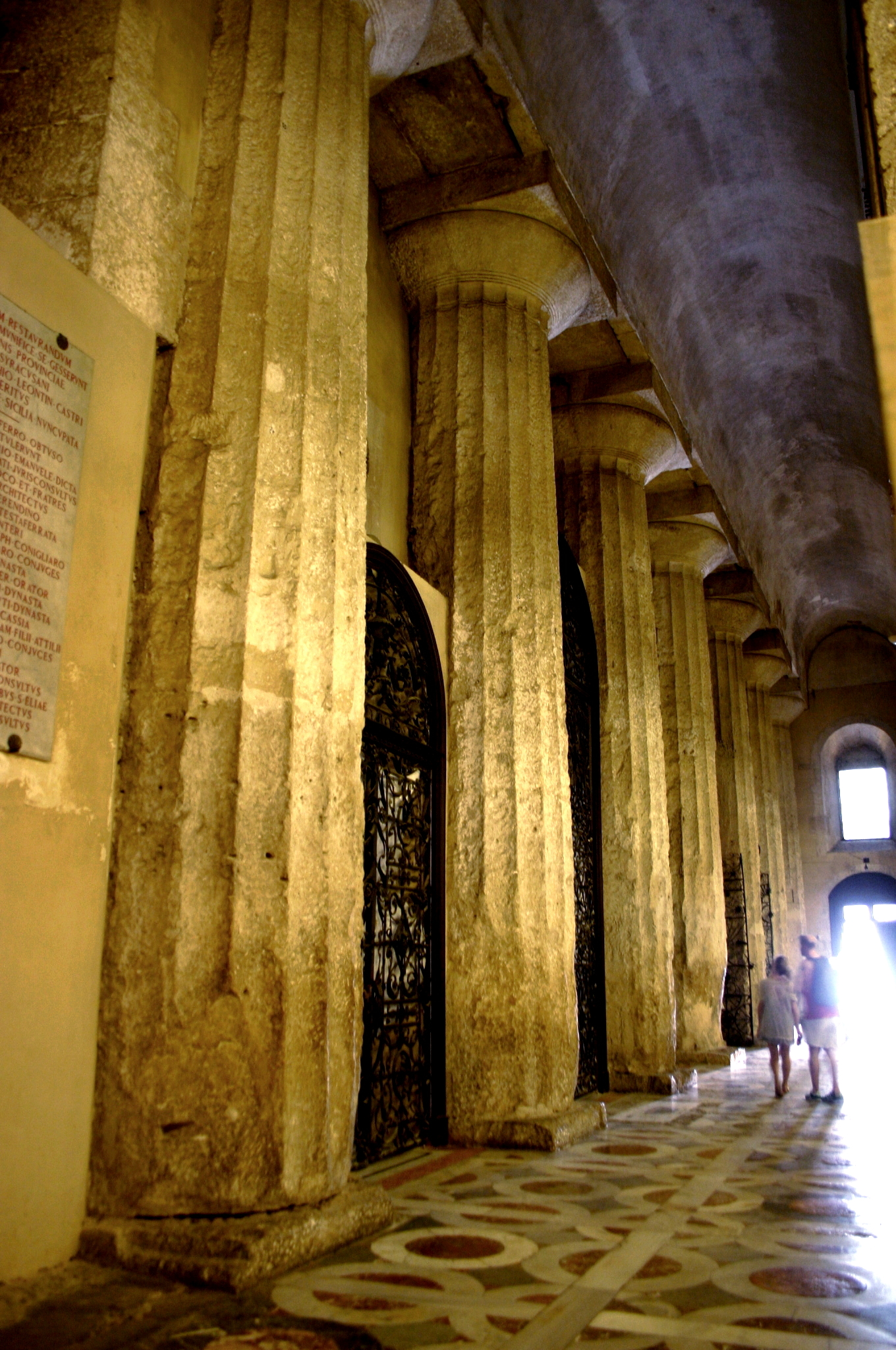
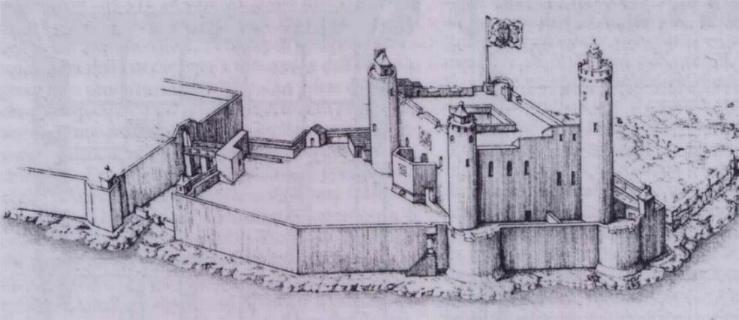
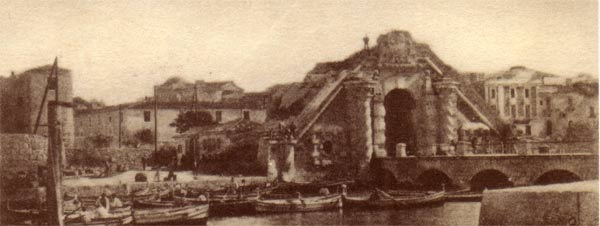
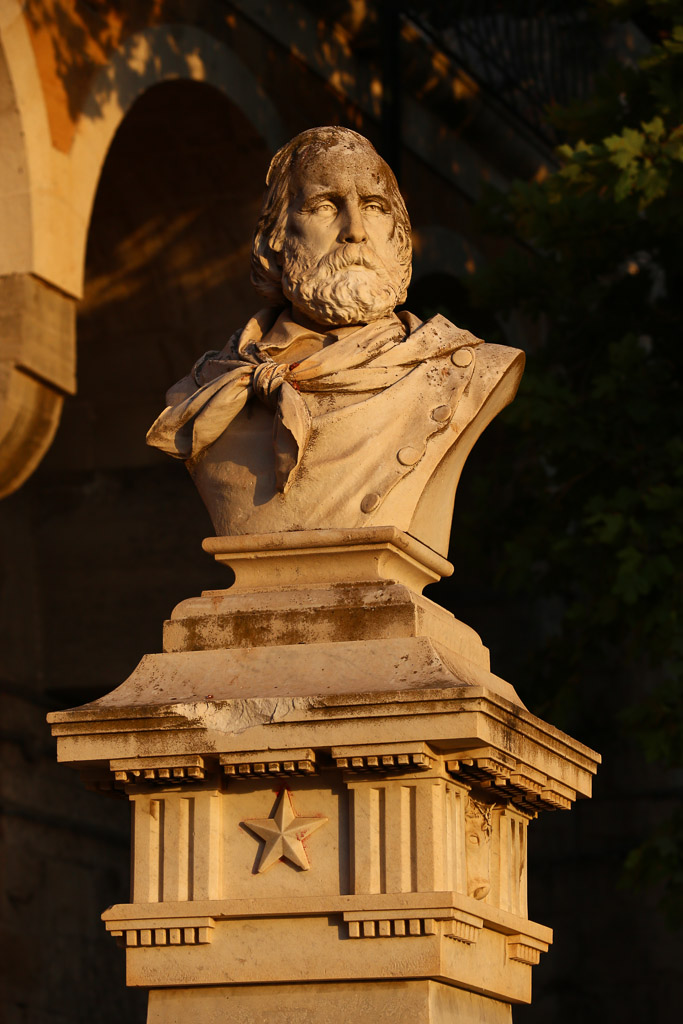
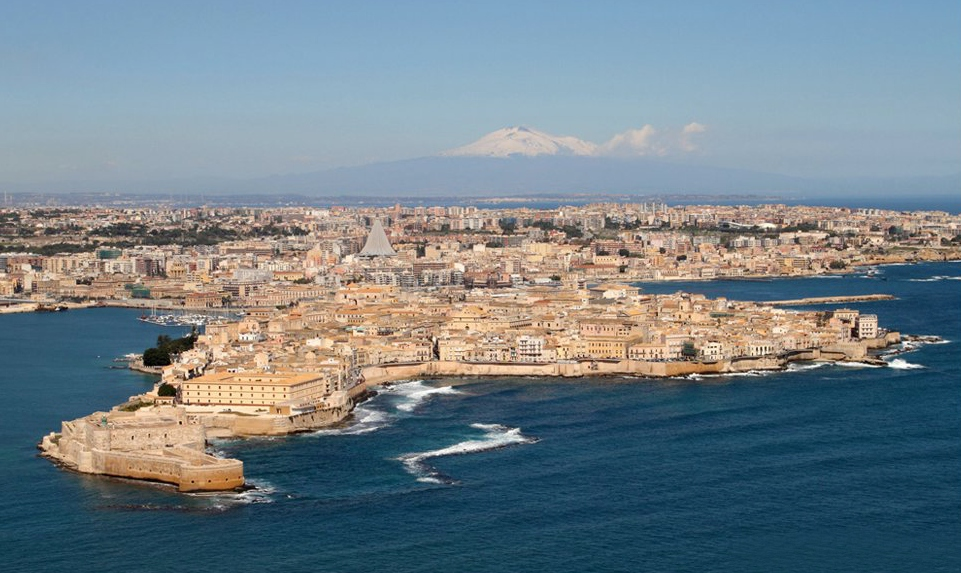
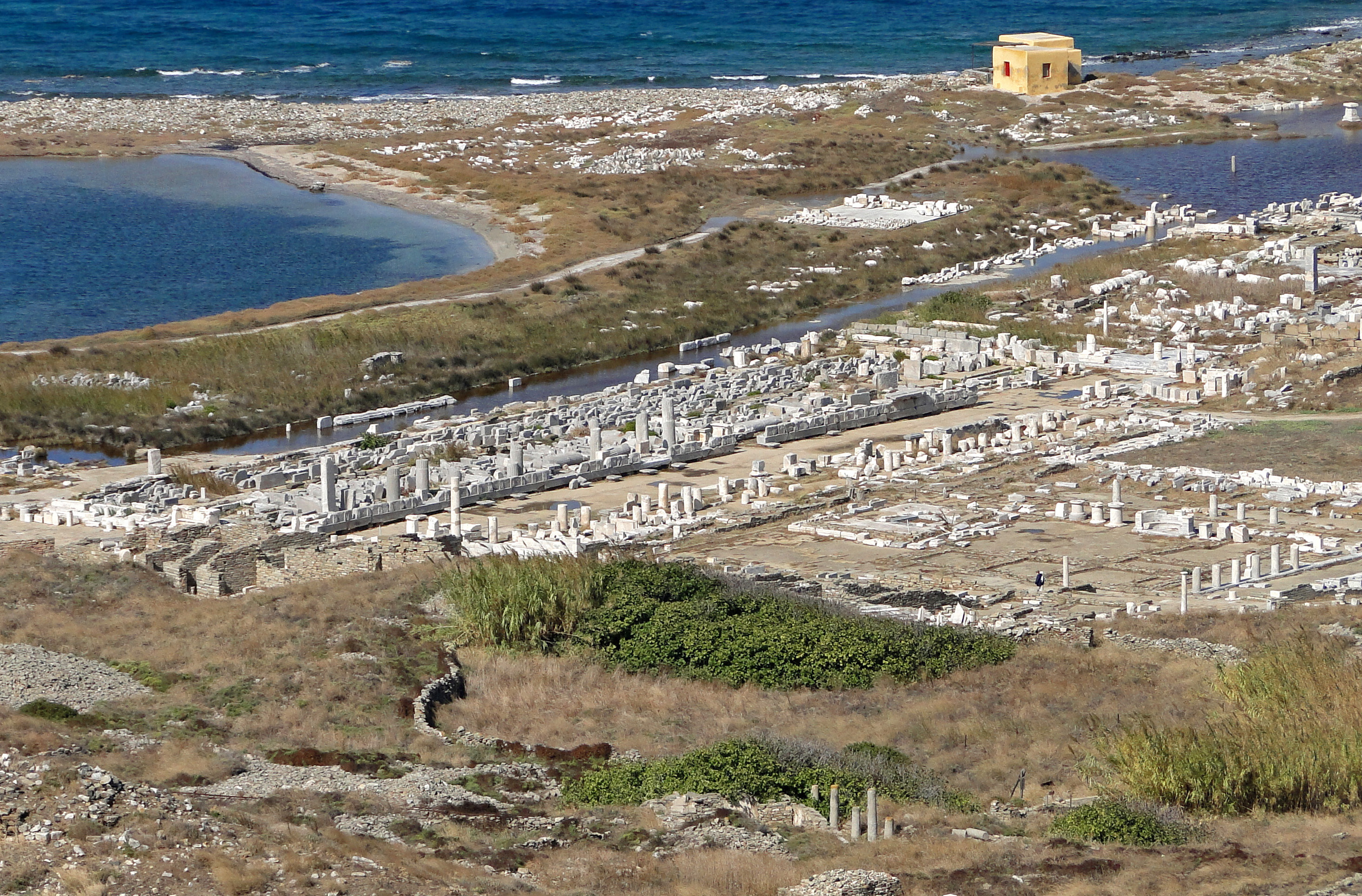
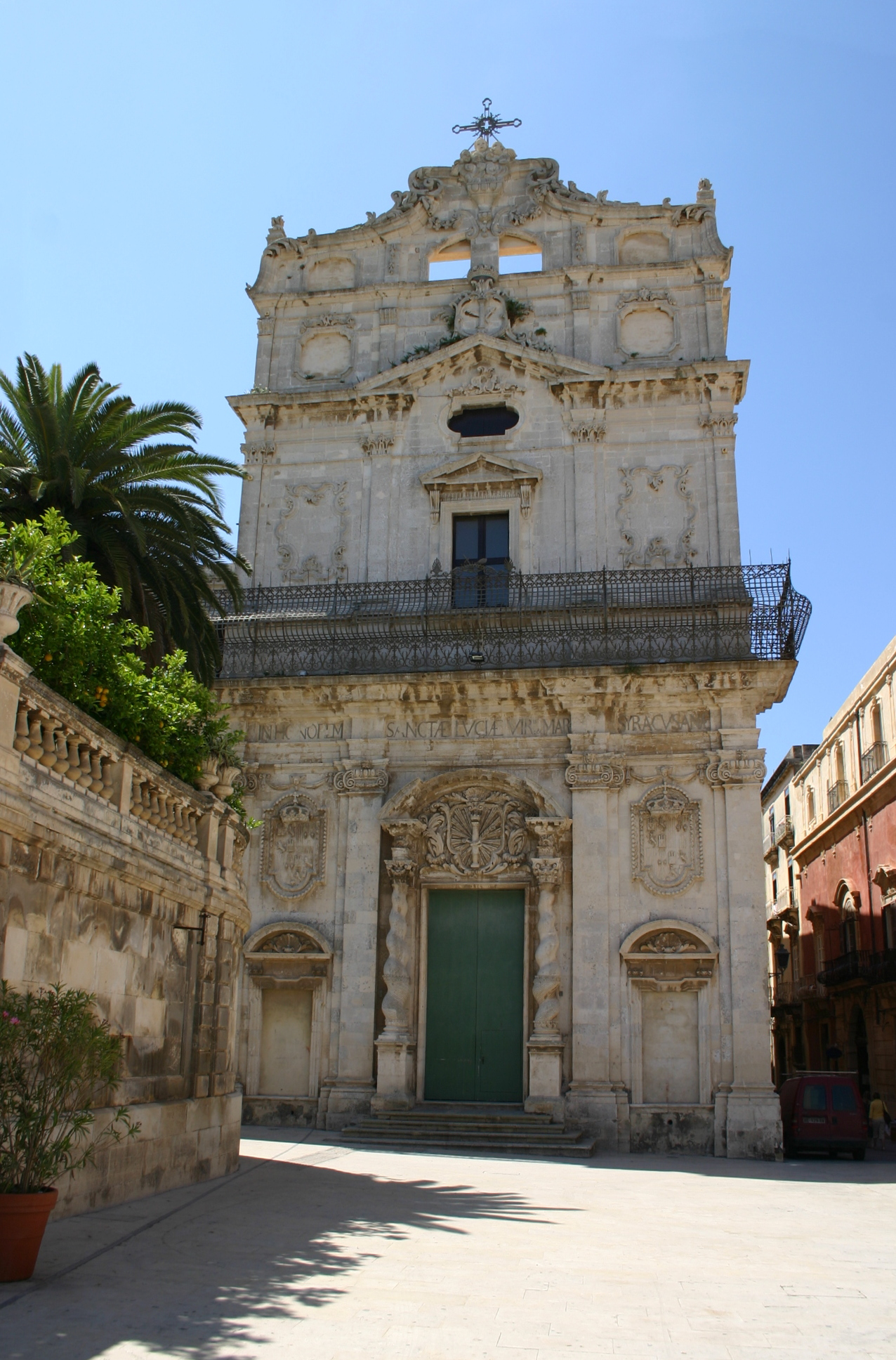
圣路济亚堂
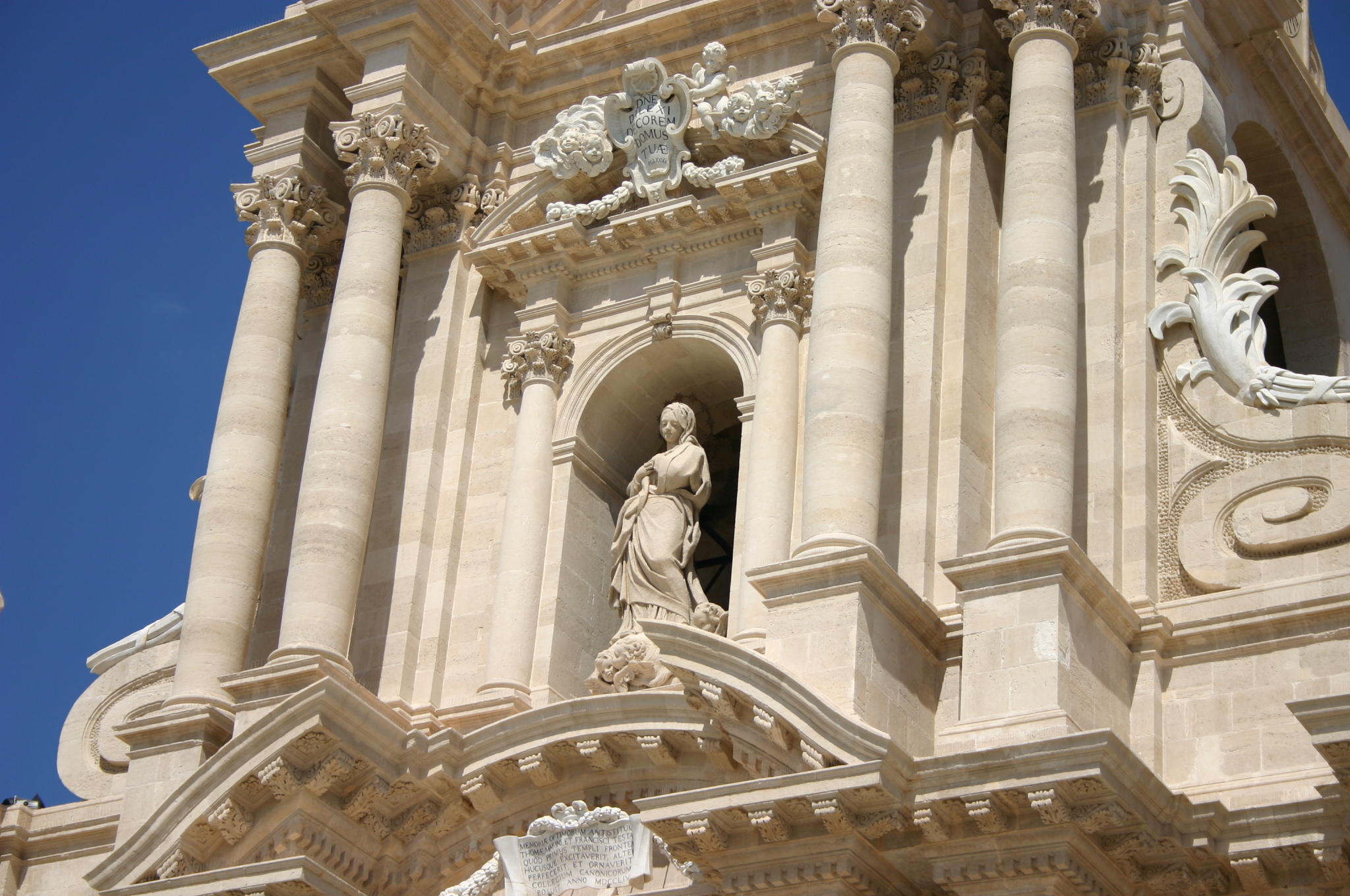
主教座堂
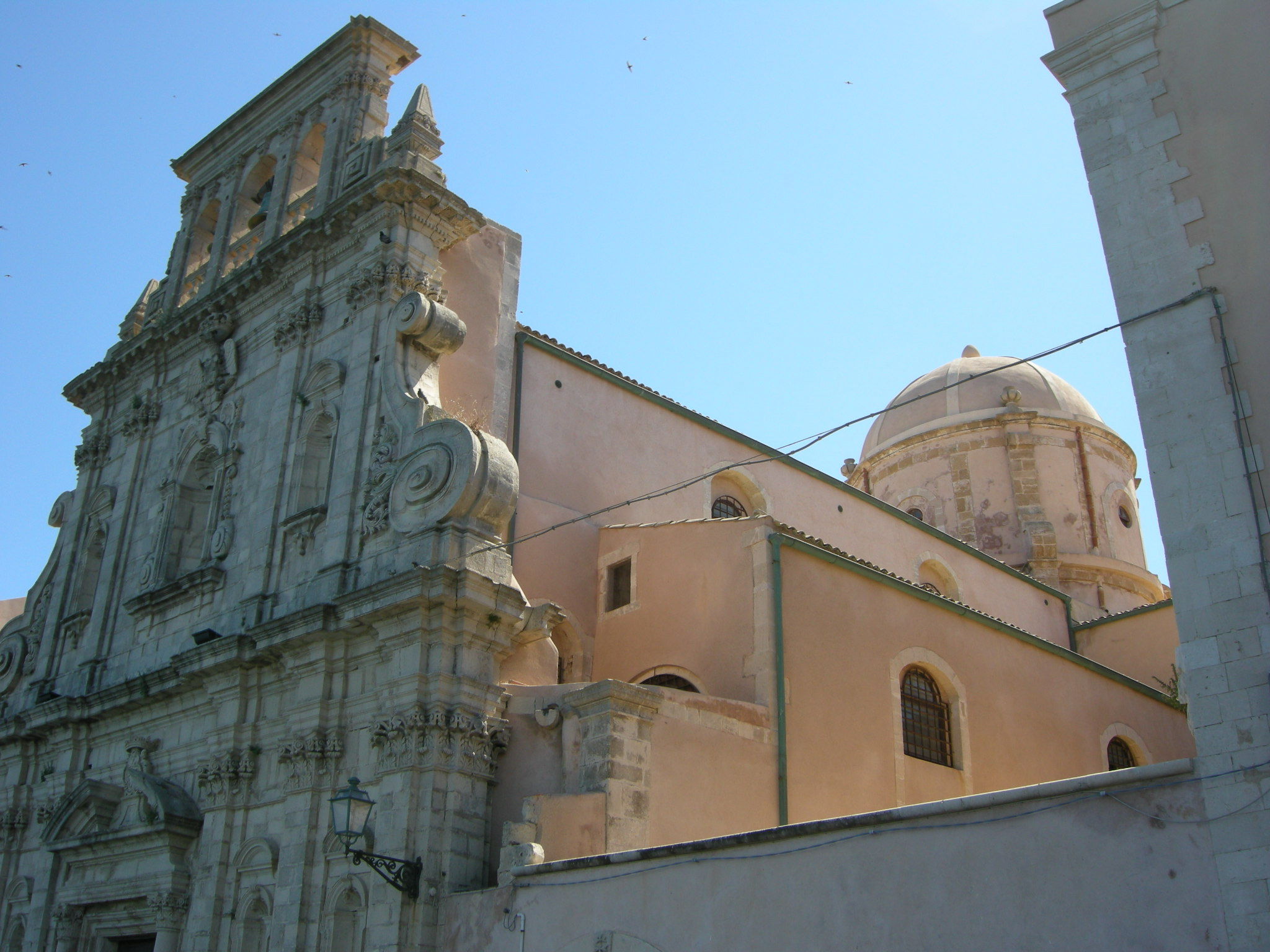
圣神堂

- 主教座堂广场（Piazza del Duomo）：
  - 锡拉库萨主教座堂
  - 维尔梅西奥宫（Palazzo Vermexio）
  - 总主教宫（Palazzo Arcivescovile）
  - 贝内文塔诺宫（Palazzo Beneventano del Bosco）
  - 阿雷佐宫（Palazzo Arezzo della Targia）
  - 锡拉库萨文化遗产管理局宫（Palazzo della Sovrintendenza ai Beni Culturali di Siracusa）
  - 圣路济亚堂（Santa Lucìa alla Badìa）
  - 波吉亚宫（Palazzo Borgia del Casale）
- 阿基米德广场（Piazza Archimede）：
  - 狄阿娜喷泉（Fontana di Diana）
- 林仙泉（Fonte Aretusa）
- 蒙塔托宫（Palazzo Montalto）
- 贝洛莫宫博物馆（Museo di palazzo Bellomo）
- 因佩利泽里宫（Palazzo Impellizzeri）
- 圣玛尔定堂（San Martino）
- 圣神堂（Spirito Santo）
- 圣若翰洗者堂（chiesa di San Giovanni Battista）
- 马尼亚塞城堡（Castello Maniace）
- 阿波罗神庙（Tempio di Apollo）
- 雅典娜神庙（Tempio di Atena）
- 阿耳忒弥斯神庙（Artemision di Siracusa）
- 陌生人酒店（Hotel Des Etrangers）